# Horus
Horus – egipski bóg nieba, opiekun monarchii egipskiej, z którym utożsamiał się panujący faraon przyjmując jego imię. Czczony pod postacią sokoła lub człowieka z głową sokoła zwieńczoną tarczą słoneczną oraz jako dziecko z palcem w ustach.

## Charakter bóstwa
Horus uosabiał cały Egipt. Wraz z nim często przedstawiano Nechbet i Wadżet, które symbolizowały połączony Egipt Górny i Dolny oraz uosabiały Hathor. Jego synami byli Hapi, Imset, Duamutef, Kebehsenuf.
Horus jest jednym z najstarszych i najbardziej znaczących bóstw w religii starożytnego Egiptu. Był czczony od okresu predynastycznego aż do okresu grecko-rzymskiego. Egiptolodzy wyróżniają kilka postaci Horusów traktowanych jako osobne bóstwa. Mogą one jednak też być różnymi postaciami przedstawienia tego samego bóstwa, którego główne atrybuty i osobne postaci mogą mieć charakter nie przeciwstawny, tylko wzajemnie dopełniający. Najwcześniejsza postać przedstawiania Horusa to sokół, bóstwo opiekuńcze Nechen w Górnym Egipcie. Był to jednocześnie bóg lokalny i bóstwo powiązane z władzą królewską. Król bowiem uważany był we wczesnym okresie za żywe objawienie Horusa, a po śmierci – Ozyrysa. Najczęściej Horus był przedstawiany jako syn Izydy i Ozyrysa. W innej tradycji uważano go jednak za syna lub małżonka Hathor. Horus miał wiele funkcji w egipskim panteonie, ale przede wszystkim był bogiem nieba (podobnym bóstwem była bogini Nut), wojny i bogiem–opiekunem.

Czterej synowie Horusa (od lewej): Imset, Duamutef, Hapi, Kebehsenuf

## Mityczna genealogia
Był synem Ozyrysa i Izydy lub Geba i Nut. Gdy Ozyrys został podstępnie zamordowany i poćwiartowany przez Seta, Izyda pozbierała rozrzucone kawałki swego małżonka (poza prąciem, które zostało zjedzone przez suma nilowego) i przy pomocy magii przywróciła Ozyrysowi życie (stał się pierwszą mumią), dodając mu złote prącie i spółkowała z nim. W innej wersji Izydę zapłodnił boski ogień. Gdy Izyda była w ciąży, musiała schronić się w Delcie Nilu przed Setem, który chciał zabić dziecko, gdyż ono było prawowitym następcą zmarłego Ozyrysa. Tam urodziła boskiego syna.
Po śmierci Ozyrysa Horus walczył (jako prawowity następca tronu) z Setem (bratem Ozyrysa) o tron faraona. Po kilku konkurencjach Dwunastka Bogów przyznała prymat Horusowi.

## Pochodzenie imienia
Horus notowany jest w zapisie hieroglificznym jako  ḥr.w. Rekonstruuje się wymowę tego zapisu jako  *Ḥāru. Nazwa oznacza sokoła. Przyjmuje się, że Horus tłumaczony był jako odległy lub wznoszący się ponad. W koptyjskim imię Horus zachowało się jako 'Hōr'. Do greki przeszło jako Ὡρος, 'Hōros'. Oryginalne imię bóstwa przetrwało także w późnoegipskim imieniu Har-Si-Ese (dosłownie 'Horus, syn Izydy').
Horus był nazywany również Necheny, co także oznaczało sokoła. Stanowiło to okazję do stawiania hipotez o istnieniu innego boga-sokoła, który miał być czczony w Nechen (mieście sokoła). Horus miałby bardzo wcześnie zostać z nim utożsamiony. Jako sokół Horus został przedstawiony już na Palecie Narmera, datowanej często na okres zjednoczenia Górnego i Dolnego Egiptu.

## Ośrodki kultu

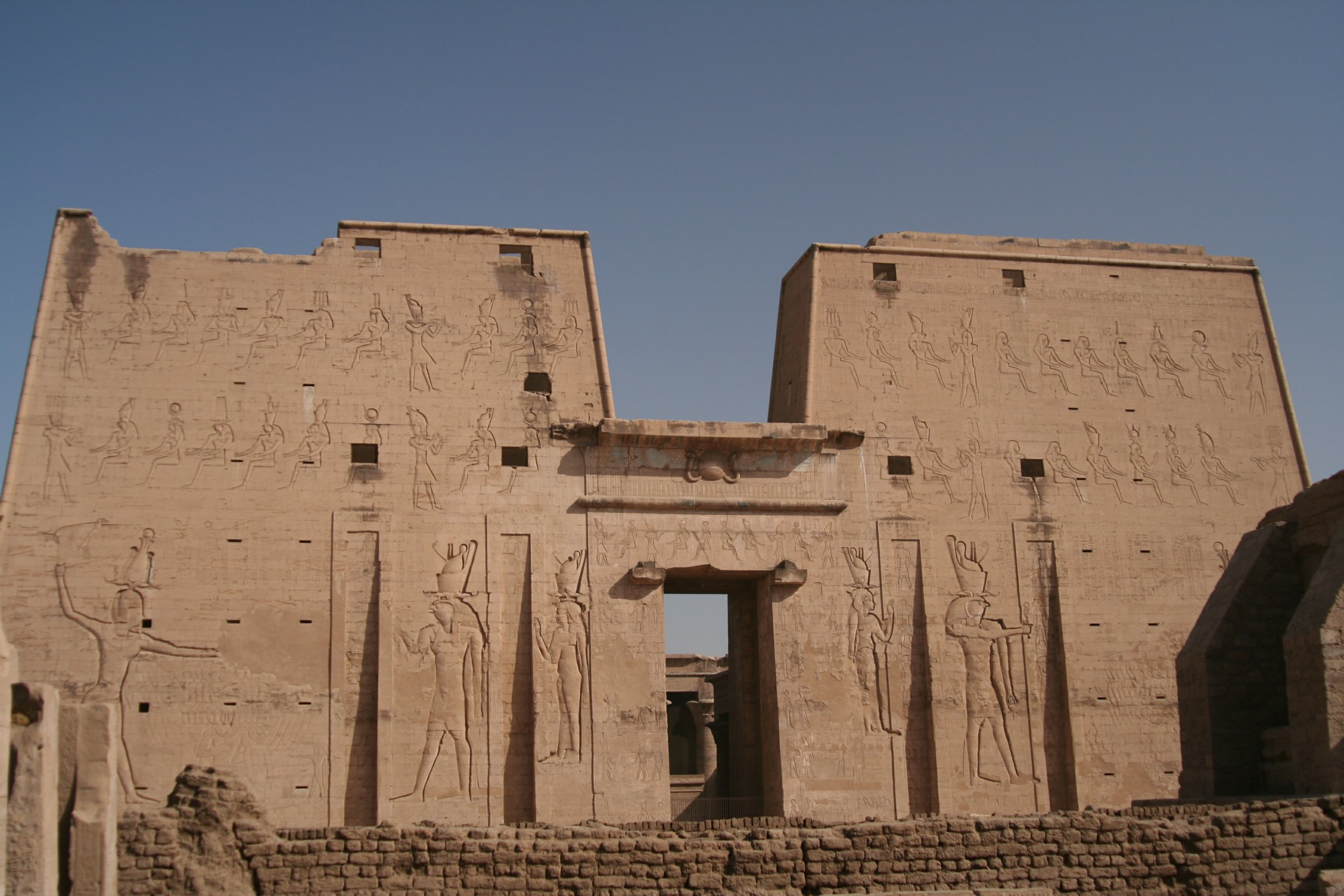
Pylony świątyni Horusa w Edfu

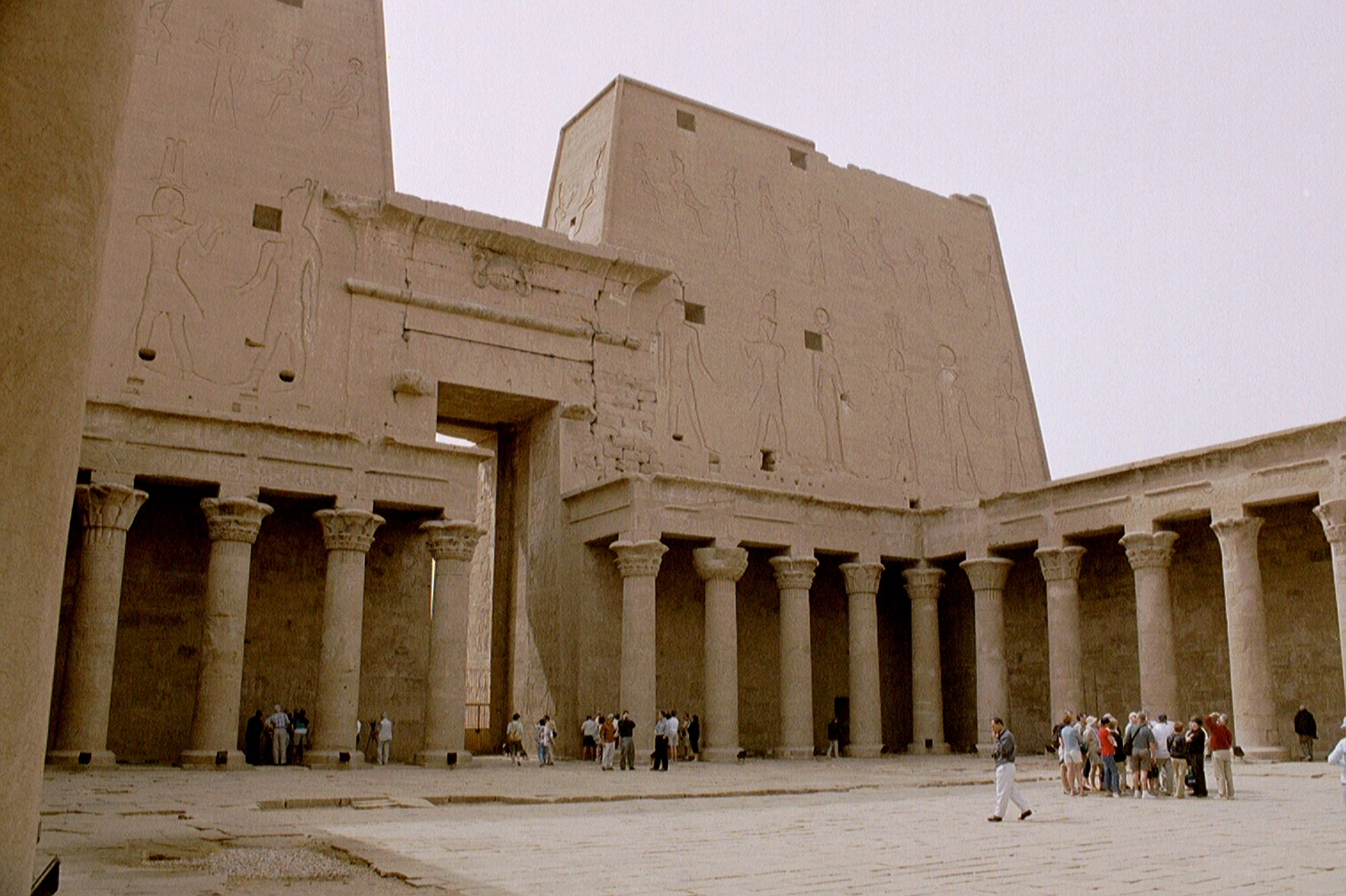
Świątynia Horusa w Edfu (krużganek)

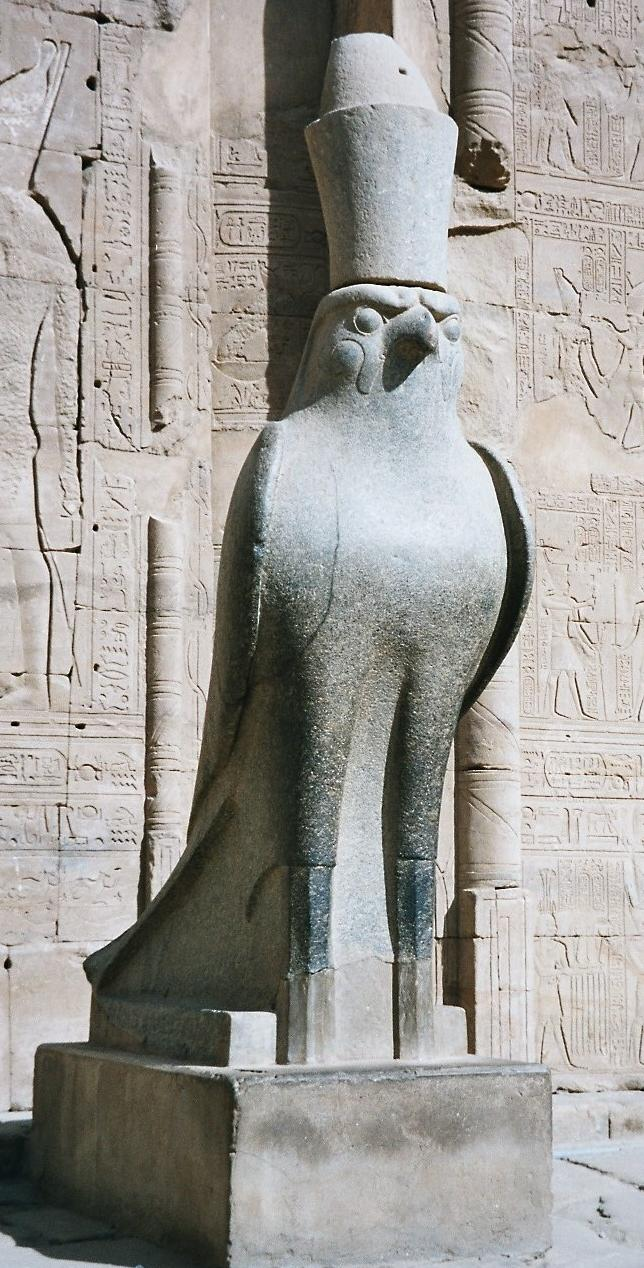
Posąg Horusa ze świątyni w Edfu

Przed zjednoczeniem Górnego i Dolnego Egiptu centrum kultu Horusa znajdowało się w Hierakonpolis. Dalsze ośrodki kultowe bóstwa to Letopolis i Wawat, położone na południe od pierwszej katarakty, częściowo na terenie Nubii. Później pojawił się ośrodek kultowy w Edfu. Tam Horus czczony był razem z małżonką – Hathor i ich synem. W Kom Obo Horus czczony z kolei jako Haroeris i jako syn Ra. W Heliopolis jako Harachte – bóg porannego słońca. Poza tym bóg był także czczony jako Harpokrates w Achmim, na wyspie File, w Edfu, Aleksandrii, Peluzjum i Fajum. Szybko również stał się czczony jako pan żyznej ziemi całego Egiptu.

## Państwowa rola bóstwa

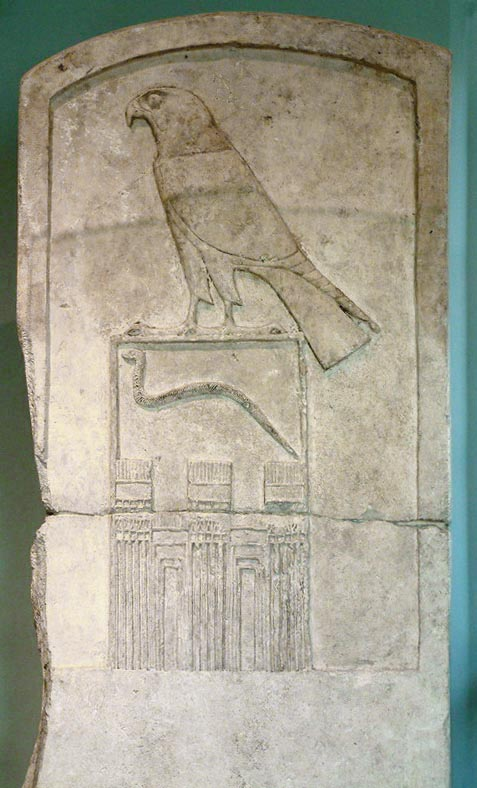
Imię Horusa z serechu króla Dżeta

Horus był bóstwem królewskim. W okresie wczesnohistorycznym Horus był zapewne bóstwem plemiennym nomadów górnoegipskich. Król od samego początku – od okresu przed- i wczesnodynastycznego był porównywany bądź utożsamiany z Horusem. Horus objawiał się w osobie króla, król był żyjącym Horusem.

### W tytulaturze królewskiej
Dla wszystkich faraonów Horus pozostawał wzorem władzy królewskiej. Nosili oni tytuł „Żyjący Horus”. Było to tak zwane imię horusowe, prawdopodobnie najstarszy egipski tytuł królewski. Występuje już u takich władców jak Hat-Hor czy Skorpion I. Tytuł ten występował z wizerunkiem sokoła, tworząc serech tzn. ikonograficzne przedstawienie fasady pałacu z wypisanym imieniem królewskim. Już na Palecie Narmera datowanej na okres dynastii 0, jest przedstawiony sokół, interpretowany dziś jako Horus. Od okresu IV dynastii do tytulatury dynastycznej dochodzi także złote imię horusowe.

### Tron Horusa
Poprzez koronację król wchodził w funkcję Horusa władcy. Przyjęcie tej roli dokonywało się nie tylko poprzez przyjęcie imienia horusowego. Źródła pisane i ikonografia poświadczają uroczyste zasiadanie na Tronie Horusa żyjącego.

## W mitologii Egipcjan

### Bóg nieba

Horus jako sokół

Horus był utożsamiany z niebem, uważano więc, że zawierał w sobie słońce i księżyc. Słońce miało być jego prawym okiem, a księżyc lewym. Wędrowały one po niebie gdy Horus unosił się i latał. Dlatego też bóg był nazywany Harmerty – 'Horus dwojgu oczu'. Fakt, że księżyc nie był tak jasny jak słońce wyjaśniano poprzez opowieść o walce Horusa (prawowitego następcy tronu po Ozyrysie) z Setem. Prawdopodobnie wywodziła się ona z metafory podboju Górnego Egiptu przez Dolny około 3000 przed Chr. W tej opowieści Set, patron Górnego Egiptu i Horus, patron Dolnego prowadzą brutalną walkę o cały kraj. Żadna ze stron nie może jednak zwyciężyć do momentu, gdy pozostali bogowie nie stają po stronie Horusa.
Horus zostaje zwycięzcą i jako taki zaczyna być znany jako Harsiesis, Heru-ur lub Har-Wer ( ḥr.w wr– 'Horus Wielki'), co może być także tłumaczone jako Horus Starzec. W wyniku walki Set traci jądro (co wyjaśnia dlaczego pustynia którą włada jest jałowa), a Horus oko Horusa, co wyjaśnia dlaczego słońce (drugie oko bóstwa) świeci mocniej. Z tego też powodu podczas nowiu Horus staje się ślepy, do czego odnosi się tytuł Mechenty-er-irty ( mḫnty r ỉr.ty– Horus jednooki). Gdy księżyc znów staje się widoczny, Horus widzi i może na powrót być nazwany Chenty-irty ( ḫnty r ỉr.ty 'Horus posiadający oczy').
Horus był także przedstawiany jako dziecko ssące kciuk, siedzące na kwiecie lotosu razem z matką. Takie przedstawienie małego Horusa określane jest Neferhor, ewentualnie Nefer Hor, Neforos lub Noferos ( nfr ḥr.w) czyli bóg Horus.

Udżat – oko Horusa

Oko Horusa w staroegipskiej symbolice oznaczało boską opiekę i boską władzę królewską (w tym przypadku jako Oko Horusa lub Oko Ra). Jako symbol przedstawiane było na podobiznach Izydy i powiązanych z nią bóstw.
W języku egipskim symbol Oka Horusa określano Udżat. Było to także oko jednego z wczesnych egipskich bóstw, bogini Wadżet, którą później utożsamiano z Bastet i Mut jak i z Hathor. Wadżet była bóstwem solarnym, dlatego symbol ten stał się i jej Okiem – Okiem Wszystkowidzącym. We wczesnej sztuce egipskiej również Hathor była przedstawiana z tym symbolem Oka. Także amulety grobowe często wytwarzano w Oka Horusa. Motyw Oka Horusa jest na przykład centralnym elementem ozdób znalezionych przy mumii Szeszonka II. Udżat miał chronić faraona w życiu pozagrobowym i odpędzać wszelkie zło. Egipscy (lecz także bliskowschodni) żeglarze mieli malować je na burtach lub dziobach okrętów dla zapewnienia sobie boskiej ochrony podczas podróży.

### Pogromca Seta
Horus został wezwany przez matkę Izydę do ochrony Egiptu przed Setem, bogiem pustyni, który chcąc uzyskać władzę zabił jego ojca Ozyrysa.
Horus musiał wielokrotnie walczyć z Setem, zarówno by pomścić śmierć ojca, jak ustanowić sprawiedliwą władzę nad Egiptem. Podczas tych walk związał się z Dolnym Egiptem (gdzie był czczony) i stał się jego patronem.
Pewnego razu Horus miał zabić Seta, lecz powstrzymała go matka zadając mu ranę, którą potem uleczyła.
Od czasów XIX dynastii, walka między Horusem a Setem, w której Horus pozbawia Seta jądra, była przedstawiana jako osobna opowieść. Według papirusu Chester Beatty'ego I Set próbował udowodnić swoją wyższość przez uwiedzenie Horusa i odbycie z nim stosunku płciowego. Horus jednak umieścił swoje dłonie między udami, złapał nasienie Seta i natychmiast wrzucił do rzeki. Dzięki temu Set go nie zapłodnił. Sprytny Horus spuścił własne nasienie na sałatę, ulubioną potrawę Seta. Gdy Set zjadł tę sałatę, udał się przed oblicze bogów chcąc wysunąć swój argument, że to on powinien władać Egiptem. Bogowie najpierw wysłuchali opowieści Seta o ujarzmieniu Horusa, a potem przywołali nasienie, które odpowiedziało z wnętrza Seta.
Set jednak odmówił poddania się, stąd dalsze współzawodnictwo między bogami toczyło się przez następne osiem lat. Bogowie mieli ścigać się w zawodach, płynąć na kamiennych łodziach. Horus jednak użył podstępu: jego łódź zrobiona była z drewna i tylko pomalowana tak, aby przypominała kamień. Oczywiście ciężka łódka Seta utonęła, Horus wygrał zawody i Set musiał ustąpić, a Horus oficjalnie zasiadł na tronie Egiptu. Ale od czasów Nowego Państwa Set był uważany za pana pustyni i położonych na niej oaz.
Mit o walce Horusa z Setem może być interpretowany jako wyjaśnienie zjednoczenia dwóch osobnych wcześniej państw – Górnego i Dolnego Egiptu. Horus byłby bogiem Dolnego, a Set Górnego Egiptu. W micie bogowie toczą walkę, tak jak Górny Egipt z Dolnym. Horus (reprezentujący Dolny Egipt) zwycięża, jednak część Horusa (nasienie) przechodzi do Seta (który reprezentuje Górny Egipt). Wyjaśnia to. dlaczego Dolny Egipt dominuje nad Górnym – regionem Seta, w dużej części zajętym przez pustynię.

### Bóg wojny i polowania
Horus był także bogiem wojny i polowania. Horus sokół jest przedstawiany na paletach predynastycznych w scenie polowania na lwy.
Jako taki stał się symbolem majestatu i potęgi oraz wzorem faraonów. Faraonowie sami mieli być Horusem w ludzkiej postaci.

### Bóg zbawca
Horus, a szczególnie Horus Dziecko był identyfikowany także z Szedem. Szed to bóg po raz pierwszy wzmiankowany w okresie amarneńskim i określany jako zbawca. Reprezentuje ideę zbawienia.
Szed był czasem przedstawiany jako młody książę ujarzmiający węże, lwy i krokodyle. David P. Silverman uważa, że podobne przedstawienia młodego Horusa zabijającego Seta pod postacią krokodyla, mogły być inspiracją dla przedstawień św. Jerzego pokonującego smoka.
Używanie epitetu zbawca w prywatnej pobożności okresu amarneńskiego może być interpretowane jako odpowiedź zwyczajnych ludzi na próby reformy religii egipskiej podjęte przez Echnatona. Szed może być także jedną z form semickiego boga Reszefa.

### Heru-pa-chared (Horus Młodzieniec)
Horus Młodzieniec, czyli po grecku w okresie ptolemejskim Harpokrates, był przedstawiany jako młodzieniec z lokiem włosów (oznaka młodości) po prawej stronie głowy. Ponadto często nosił połączoną koronę Górnego i Dolnego Egiptu. Uosabiał wschodzące słońce i jego pierwsze poranne promienie.

### Heru-ur (Horus Starzec)

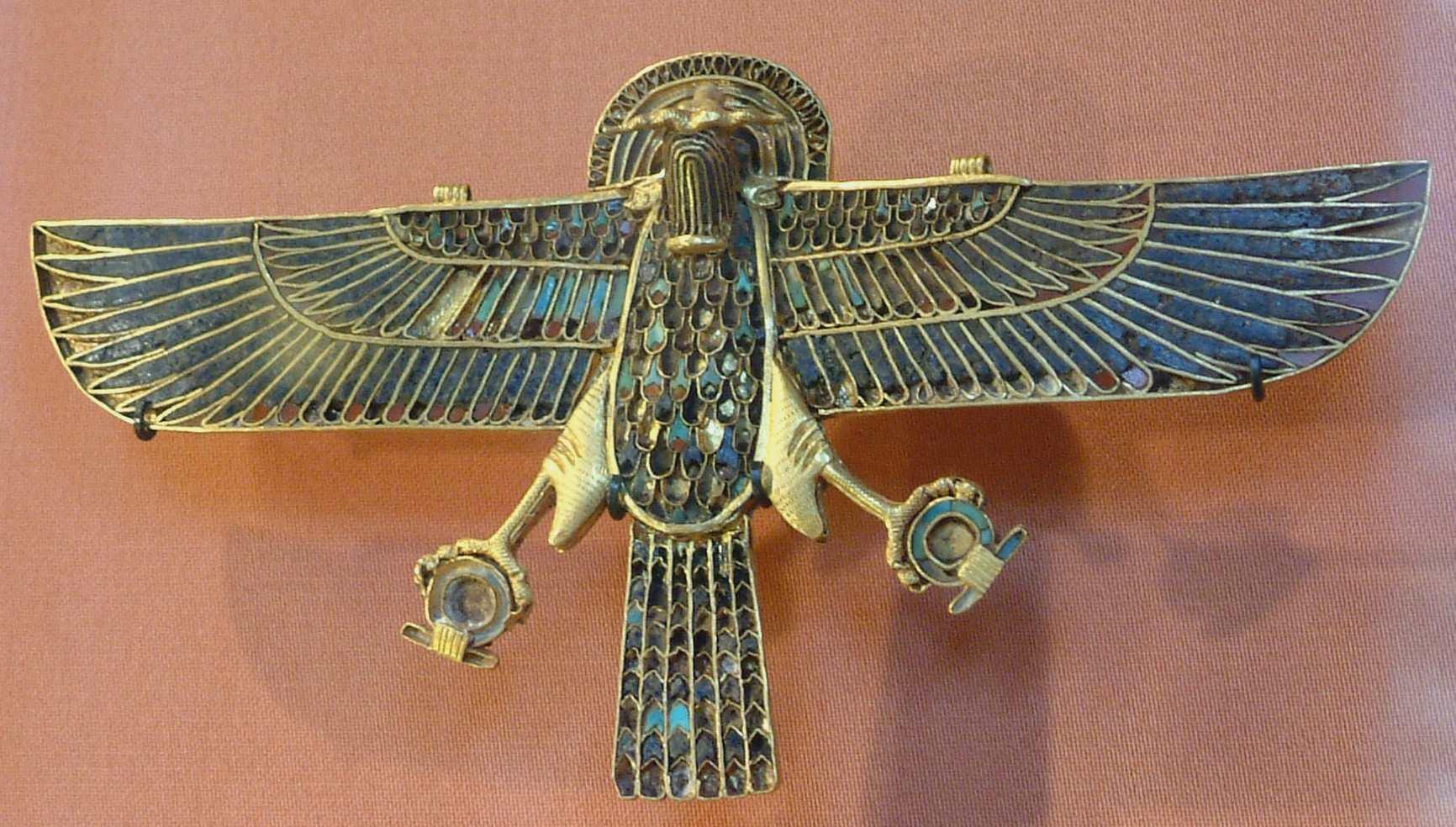
Amulet z wyobrażeniem Horusa rozpościerającego skrzydła

W tej formie Horus reprezentował światłość i był małżonkiem Hathor. Jako taki był jednym z najstarszych bogów egipskich. Stał się patronem Nechen (Hierakonpolis) i patronem królestwa. Później stał się opiekunem faraonów, i był nazywany synem prawdy, co podkreślało jego rolę jako obrońcy Maat. Był przedstawiany jako sokół z rozpostartymi skrzydłami. Jego oczy to słońce (prawe) i księżyc (lewe). W tej formie był czasem określany tytułem Kemwer ('Czarny').
Grecka forma od Heru-.ur (lub Har Wer) to Haroeris. Inne warianty to Hor Merti ('O dwojgu oczu') i Horchenti Irti.

## Ważniejsze odmiany postaci bóstwa
| F18 | D46 | X1 · O49 |

| F18 | D46 | X1 · O49 |

| G5 | G25 | X1 · N18 |

| G5 | G25 | X1 · N18 |

| G5 | Aa15 · N27 | O1 |

| G5 | Aa15 · N27 | O1 |

| G5 | G36 · D21 | A40 |

| G5 | G36 · D21 | A40 |

| G5 · Z1 | p · N6 |

| G5 · Z1 | p · N6 |

| G5 | G39 | Q1 | X1 · H8 |

| G5 | G39 | Q1 | X1 · H8 |

| G5 | F18 · D46 | X1 · O49 |

| G5 | F18 · D46 | X1 · O49 |

| G5 | O28 | G14 | X1 · I9 |

| G5 | O28 | G14 | X1 · I9 |

| G5 | F36 | M13 | T3 |

| G5 | F36 | M13 | T3 |

## Współcześnie
Również we współczesnym Egipcie Horus cieszy się dużą popularnością. Być może przetrwała ona dzięki szacunkowi, jakim Arabowie darzyli sokoły łowcze. Państwowe linie lotnicze EgyptAir jako logo używają podobizny sokoła Horusa (klasa biznesowa nazwana w nich jest „Horus Class”). Oko Horusa na dziobie mają też namalowane „na szczęście” statki pływające po Nilu.